# Svetoslav Djakov
Svetoslav Atanasov Djakov (in bulgaro Светослав Атанасов Дяков?; Blagoevgrad, 31 maggio 1984) è un ex calciatore bulgaro, di ruolo centrocampista.

## Carriera

### Club
Inizia la sua carriera con il Pirin Blagoevgrad squadra della sua città natale dove disputa 7 stagioni. Nel 2008 passa al Lokomotiv Sofia dove mette a segno 2 goal in 79 presenze. Nella stagione 2011-2012 passa al neopromosso Ludogorets squadra che diventerà la rivelazione/sorpresa del campionato, dove vincerà il suo primo campionato di Bulgaria e il primo anche per il Ludogorets. Nella stagione 2017-2018 vince il suo settimo campionato di Bulgaria. Tutti i campionati che ha vinto Svetoslav gli ha vinti con il Ludogorets (tutti di fila), oggi è capitano del club.

### Nazionale
Ha giocato nella nazionale bulgara Under-21.
Tra il 2012 ed il 2017 ha giocato complessivamente 37 partite con la nazionale maggiore bulgara.

## Palmarès

### Club

#### Competizioni nazionali
- Coppa di Bulgaria: 2

Ludogorec: 2011-2012, 2013-2014
- Campionato bulgaro: 10

Ludogorec: 2011-2012, 2012-2013, 2013-2014, 2014-2015, 2015-2016, 2016-2017, 2017-2018, 2018-2019, 2019-2020, 2020-2021
- Supercoppa di Bulgaria: 5

Ludogorec: 2012, 2014, 2018, 2019, 2021